# 中华人民共和国第二商业部
中华人民共和国第二商业部是曾經存在於第一届中华人民共和国国务院的一個部。 

## 历史
1958年2月11日，第一届全国人大第五次会议通过《关于调整国务院所属组织机构的决定》，把中华人民共和国城市服务部改为第二商业部。1958年2月24日，国务院发出通知，中华全国供销合作总社并入第二商业部，对外保留中华全国供销合作总社名义，挂第二商业部和中华全国供销合作总社两块牌子。 为了适应国家商业管理体制的下放和更好地统一管理商业工作，1958年9月11日第一届全国人大常委会第一百零一次会议决定将第一商业部、第二商业部合并为中华人民共和国商业部。

## 历任领导
- 部长杨一辰[3]
- 副部长张永励（原中华人民共和国城市服务部副部长）[4]
- 副部长邓辰西 （原全国供销合作总社副主任）
- 副部长王兴让（原中华人民共和国城市服务部副部长）
- 副部长罗俊
- 副部长郭献瑞（原全国供销合作总社副主任）

## 机构设置
内设20个机构，定编534名干部：
- 办公厅
- 人事局
- 党团工会办公室
- 保卫处
- 计划局
- 茶叶局
- 蔬菜局
- 干鲜果品商业局
- 肉食禽蛋商业局
- 基本建设局
- 生产企业局
- 规划局
- 糖业烟酒商业局
- （服务）饮食业管理局
- 房产局
- 财会局
- 物价局
- 储运局
- 贸易组织技术局
- 卫生检疫局
- 生产资料供应局